# Bothriogenys
Bothriogenys es un género extinto de artiodáctilo perteneciente a la familia Anthracotheriidae. La especie tipo, B. fraasi, fue descubierta en Fayum, Egipto. Fósiles suyos han sido enoncontrados en depósitos del  Eoceno superior en Egipto, Japón, Vietnam, Namibia y Tailandia, en donde aparece la especie B. orientalis. En el Oligoceno inferior aparece en Egipto, Libia y Arabia Saudita
En vida, el animal se habría asemejado a un pequeño hipopótamo, si bien con la cabeza más alargada.